# Joe McElderry
Joseph "Joe" McElderry (ur. 16 czerwca 1991) – angielski piosenkarz, zwycięzca 6. edycji programu The X Factor.

## Pochodzenie
Urodził się w South Shields w północnej Anglii jako jedyny syn Jima McElderry’ego i Eileen Joyce. Rodzice rozeszli się gdy Joe był jescze dzieckiem i później wychowywała go tylko matka. Uczęszczał do Harton Academy w South Shields, a następnie uczył się śpiewu i tańca w Newcastle College.

## Kariera
Pierwszy raz do programu X Factor zgłosił się w 2007 roku, jednak wówczas zrezygnował z udziału już na wczesnym etapie. Swoich sił spróbował ponownie w 2009, gdzie przy eliminacjach wykonał „Dance with My Father” z repertuaru Luthera Vandrossa. 13 grudnia wygrał tę edycję programu zdobywając ponad 61% poparcia głosujących i wygrywając kontrakt z wytwórnią Syco, założoną przez Simona Cowella, będącą częścią firmy Sony. Jako jego pierwszy singel wydany został cover przeboju „The Climb” Miley Cyrus. Piosenka trafiła na 1. miejsce brytyjskiej listy przebojów UK Singles Chart oraz irlandzkiej Top 50 Singles.
Na początku 2010 roku wziął udział w nagraniu charytatywnego singla „Everybody Hurts” w ramach grupowego projektu Helping Haiti, na rzecz ofiar trzęsienia ziemi na Haiti. Następnie wziął udział w trasie koncertowej razem z siedmioma innymi uczestnikami The X Factor. W październiku ukazał się jego debiutancki album, Wide Awake, promowany singlem „Ambitions”. Piosenka dotarła do top 10 w Wielkiej Brytanii i top 5 w Irlandii, zaś płyta uplasowała się w top 5 w obu krajach. W tym samym roku Joe został zaproszony do nagrania utworu „There’s a Place for Us” do filmu Opowieści z Narnii: Podróż Wędrowca do Świtu. Piosenka została dołączona do jego singla „Someone Wake Me Up”, który jednak osiągnął niewielki sukces tylko w Wielkiej Brytanii.
McElderry rozstał się z firmą Syco na początku 2011 roku. Wziął udział w drugej edycji programu Popstar to Operastar, którą wygrał w lipcu 2011. W sierpniu ukazał się jego drugi album, Classic, wydany przez wytwórnię Decca, składający się z nowych wersji znanych ballad i utworów operowych. Płyta była sukcesem i dotarła do miejsca 2. na brytyjskiej liście UK Albums Chart. Jeszcze w tym samym roku McElderry wydał bożonarodzeniowy album Classic Christmas, również nakładem Decca Records.
We wrześniu 2012 Joe wydał płytę Here’s What I Believe, na której znalazło się kilka współtworzonych przez niego piosenek. Album wszedł na miejsce 8. brytyjskej listy sprzedaży. W 2013 wydał charytatywny duet „One World One Song” z Dionne Warwick, wspierający organizację The Hunger Project walczącą z głodem. Pod koniec roku wydał cover „Wonderful Dream (Holidays Are Coming)” Melanie Thornton. Nagranie zostało wykorzystane w pantomimie Kopciuszek, w której McElderry występował w Beck Theatre w Hayes w zachodnim Londynie. Na początku 2014 wziął udział w sportowym talent show The Jump, którego został zwycięzcą.
We wrześniu 2015 wcielił się w tytułową rolę w musicalu The Who’s Tommy w Opera House Theatre w mieście Blackpool, a w 2016 występował w głównej roli w produkcji Józef i cudowny płaszcz snów w technikolorze. W lipcu 2017 McElderry wydał swój piąty album, Saturday Night at the Movies, składający się z piosenek z filmów i musicali. Wydawnictwo weszło do top 10 listy UK Albums Chart.

## Życie prywatne
W lipcu 2010 oficjalnie ogłosił, że jest gejem.

## Dyskografia
- 2010: Wide Awake
- 2011: Classic
- 2011: Classic Christmas
- 2012: Here’s What I Believe
- 2017: Saturday Night at the Movies